# Pyrrhopappus
 Pyrrhopappus  DC., 1838 è un genere di piante angiosperme dicotiledoni della famiglia delle Asteraceae.

## Etimologia
Il nome del genere deriva da due parole greche: "pyrrhos" (= rosso giallastro) e "pappus" con allusione al colore del pappo.
Il nome scientifico del genere è stato definito dal botanico Augustin Pyramus de Candolle (1778-1841) nella pubblicazione " Prodromus Systematis Naturalis Regni Vegetabilis" (  Prodr. [A. P. de Candolle] 7(1): 144) del 1838.

## Descrizione

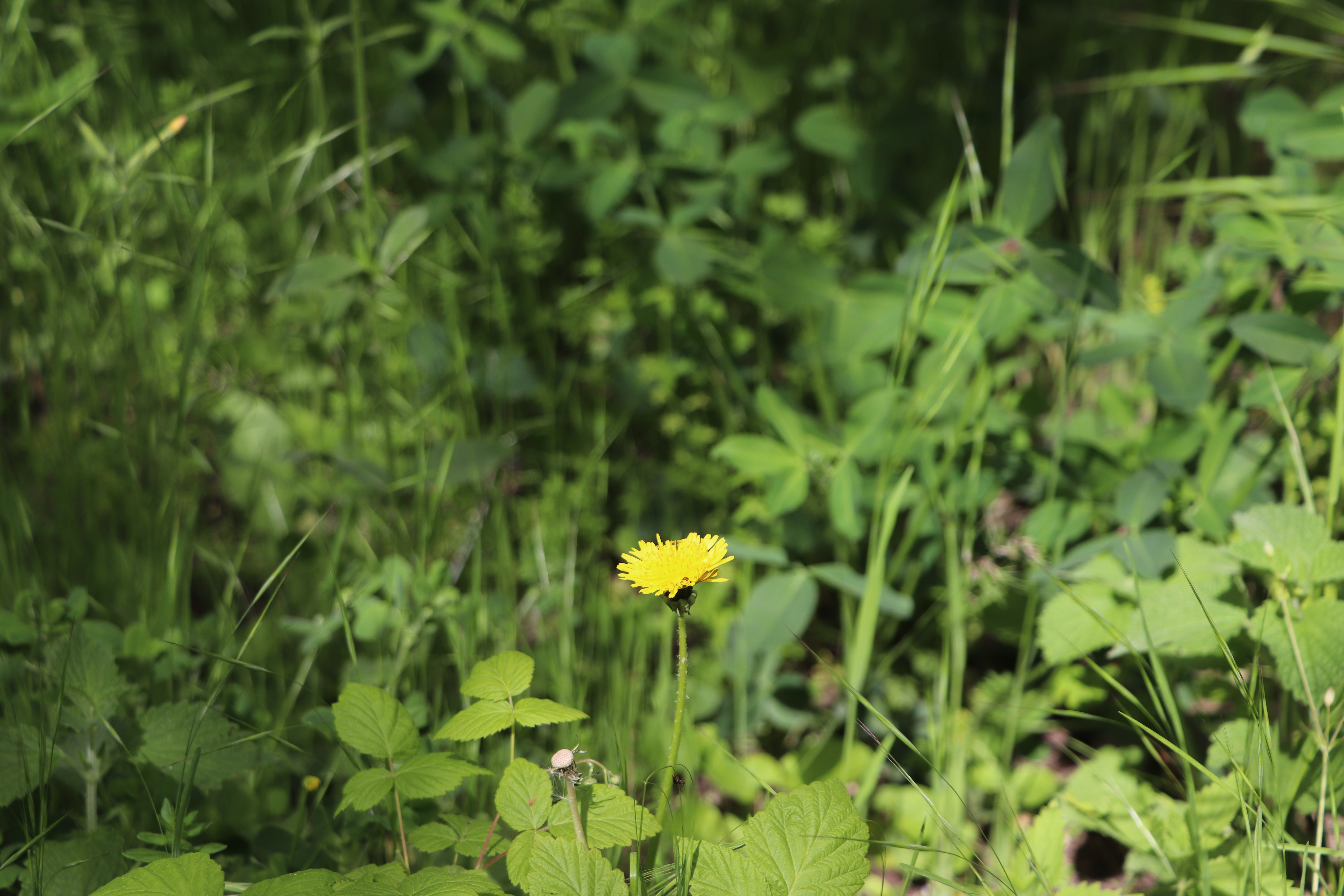
Il portamento
Pyrrhopappus carolinianus

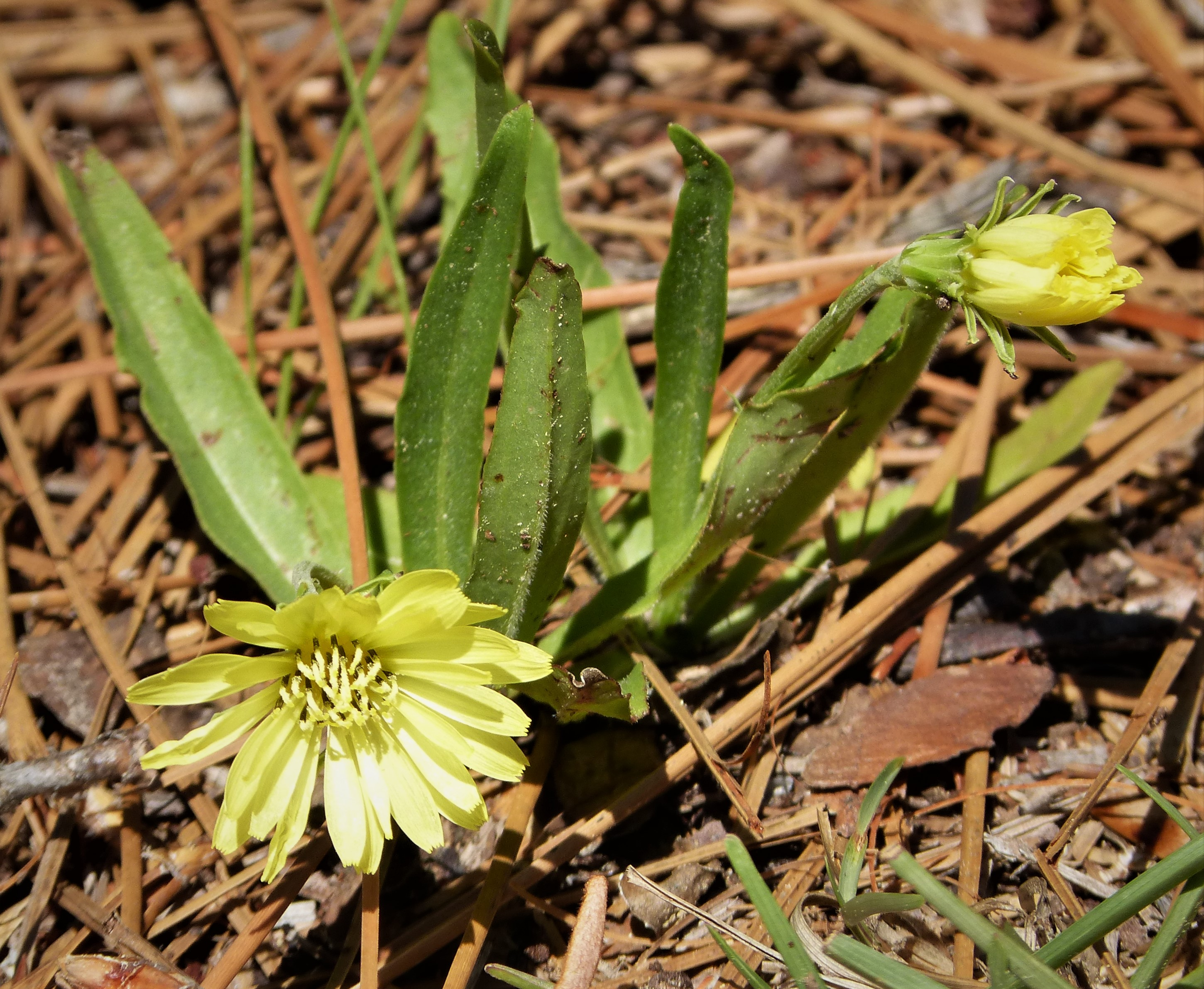
Le foglie
Pyrrhopappus carolinianus

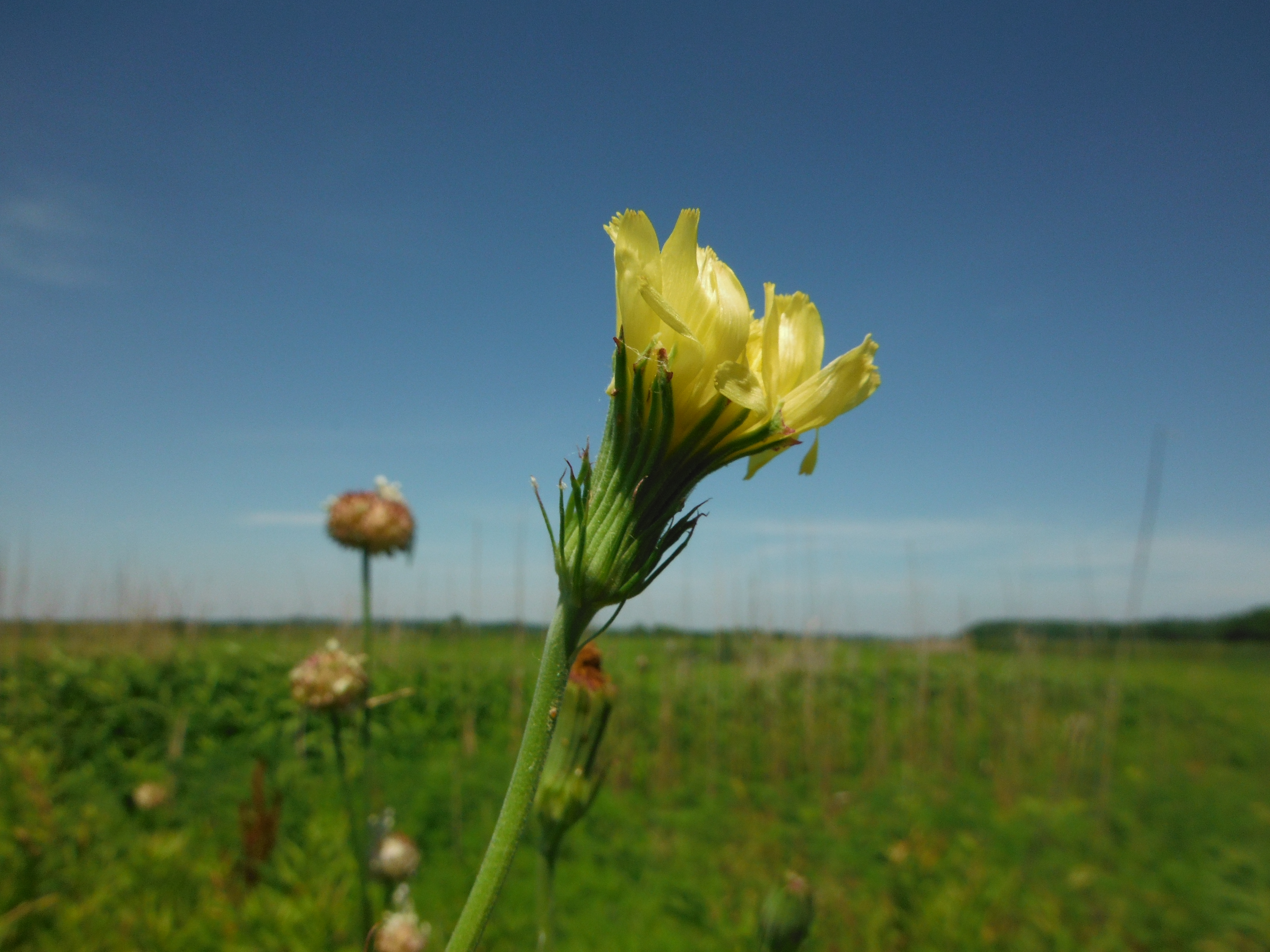
Infiorescenza
Pyrrhopappus carolinianus

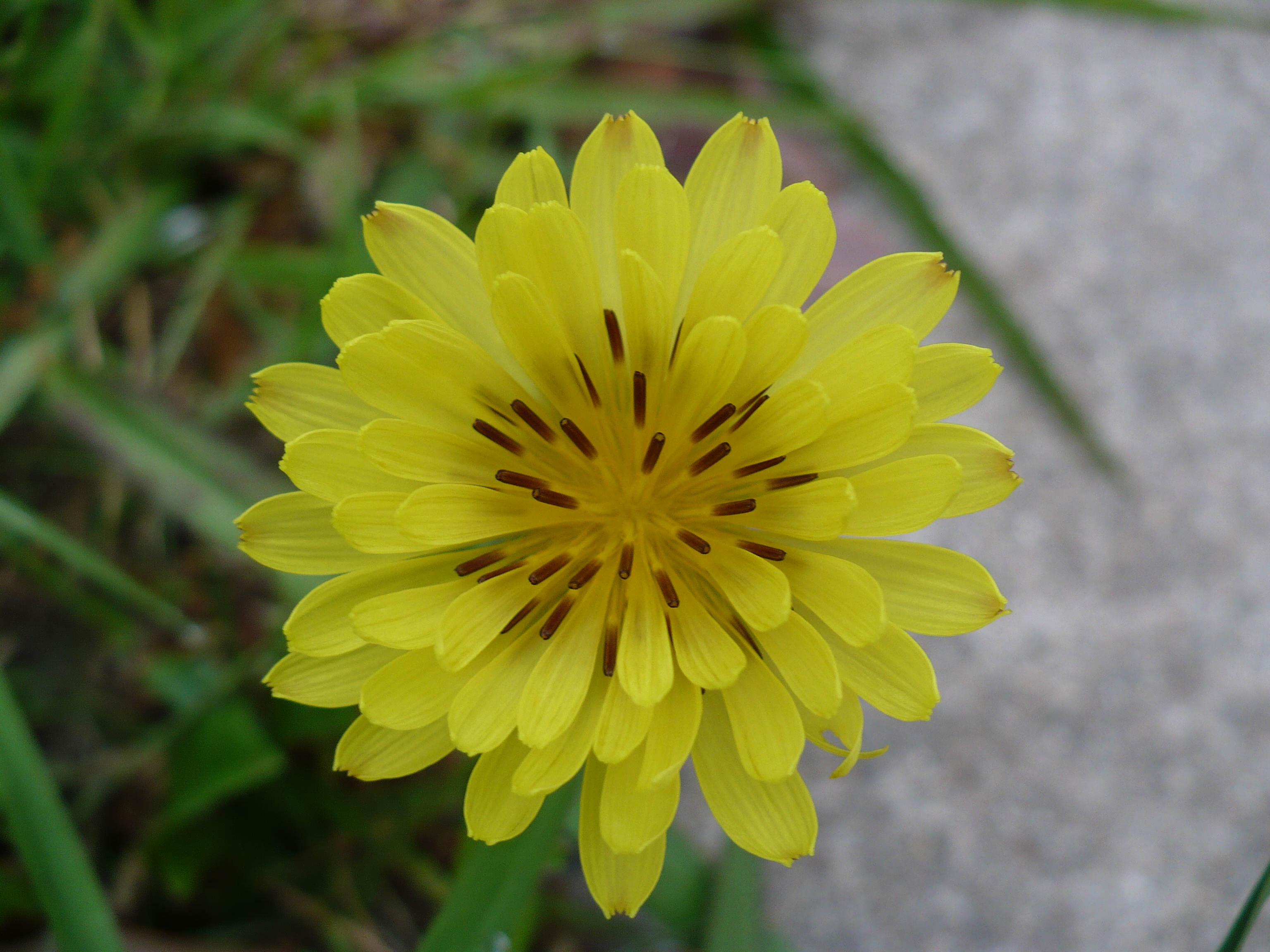
I fiori
Pyrrhopappus carolinianus

Habitus. Le specie di questo genere, con cicli biologici perenni o bienni (o annui), sono piante erbacee, subscapose non molto alte. Tutte le specie del gruppo sono provviste di latice.
Fusto. I fusti (da 1 fino a 5 per pianta), in genere eretti e ascendenti, sono di solito solitari e mediamente ramificati. La superficie può essere glabra o pelosa. Le radici in genere sono di tipo fittonante o rizomatoso. In alcuni casi sono presenti dei tuberi (P. grandiflorus) Altezza media delle piante: 5 – 100 cm.
Foglie. Sono presenti sia foglie formanti delle rosette basali che cauline con disposizione alterna. Le lamine sono picciolate (sessili quelle distali) con forme da oblunghe, ellittiche o ovate a lanceolate o lineari; i margini sono interi, dentati fino a pennatamente lobati.
Infiorescenza. Le sinflorescenze, composte da capolini, sono di tipo corimbiforme (ma anche in matrici sciolte o solitarie). L'infiorescenza vera e propria (il capolino), solamente di tipo ligulifloro, è formato da un involucro portato da un peduncolo e composto da brattee (o squame) all'interno delle quali un ricettacolo fa da base ai fiori ligulati. I peduncoli sono bratteati (hanno alla base un calice di 3 - 13 brattee a forma di delta o subulate). L'involucro ha una forma più o meno cilindrica ed è formato da 2 serie di 8 - 21 brattee. Le brattee sono tutte uguali con margini scariosi e apici acuti (sono riflesse alla fruttificazione). Il ricettacolo, alla base dei fiori, è nudo (senza pagliette), glabro e convesso. Diametro dell'involucro: 4 – 8 mm.
Fiori. I fiori (da 30 a 150 per capolino), tutti ligulati, sono tetra-ciclici (ossia sono presenti 4 verticilli: calice – corolla – androceo – gineceo) e pentameri (ogni verticillo ha in genere 5 elementi). I fiori sono ermafroditi, fertili e zigomorfi.
- Formula fiorale:

*/x K {\displaystyle \infty }, [C (5), A (5)], G 2 (infero), achenio
- Calice: i sepali del calice sono ridotti ad una coroncina di squame.
- Corolla: le corolle sono formate da un tubo e da una ligula terminante con 5 denti; il colore è giallo o biancastro.
- Androceo: gli stami sono 5 con filamenti liberi e distinti, mentre le antere sono saldate in un manicotto (o tubo) circondante lo stilo.[12] Le antere sono codate e allungate con una appendice apicale; i filamenti sono lisci. Il polline è tricolporato e di colore arancio.[13]
- Gineceo: lo stilo è filiforme. Gli stigmi dello stilo sono due divergenti, corti, smussati e ricurvi con la superficie stigmatica posizionata internamente (vicino alla base).[14] L'ovario è infero uniloculare formato da 2 carpelli.

Frutti. I frutti sono degli acheni con pappo. Gli acheni subfusiformi con un lungo e filiforme becco (non sono compressi); in alcuni casi gli acheni sono provvisti di 5 coste longitudinali. Il pappo, persistente, si compone di 80 - 120 peli o setole colorate di rosso o marrone su 2 - 3 serie e sorrette da un corto villoso anello basale.

## Biologia
- Impollinazione: l'impollinazione avviene tramite insetti (impollinazione entomogama tramite farfalle diurne e notturne).
- Riproduzione: la fecondazione avviene fondamentalmente tramite l'impollinazione dei fiori (vedi sopra).
- Dispersione: i semi (gli acheni) cadendo a terra sono successivamente dispersi soprattutto da insetti tipo formiche (disseminazione mirmecoria). In questo tipo di piante avviene anche un altro tipo di dispersione: zoocoria. Infatti gli uncini delle brattee dell'involucro (se presenti) si agganciano ai peli degli animali di passaggio disperdendo così anche su lunghe distanze i semi della pianta.

## Distribuzione e habitat
La distribuzione è unicamente Nord Americana.

## Tassonomia
La famiglia di appartenenza di questa voce (Asteraceae o Compositae, nomen conservandum) probabilmente originaria del Sud America, è la più numerosa del mondo vegetale, comprende oltre 23.000 specie distribuite su 1.535 generi, oppure 22.750 specie e 1.530 generi secondo altre fonti (una delle checklist più aggiornata elenca fino a 1.679 generi). La famiglia attualmente (2021) è divisa in 16 sottofamiglie.

### Filogenesi
Il genere di questa voce appartiene alla sottotribù Microseridinae della tribù Cichorieae (unica tribù della sottofamiglia Cichorioideae). In base ai dati filogenetici la sottofamiglia Cichorioideae è il terz'ultimo gruppo che si è separato dal nucleo delle Asteraceae (gli ultimi due sono Corymbioideae e Asteroideae). La sottotribù Microseridinae fa parte del "quinto" clade della tribù; in questo clade insieme alla sottotribù Cichoriinae forma un "gruppo fratello".
I seguenti caratteri sono distintivi per la sottotribù:
- il polline è colorato di arancio;
- la distribuzione è relativa al Nuovo Mondo.

Il genere di questa voce, nell'ambito della sottotribù, occupa una posizione abbastanza centrale e vicina al genere Picrosia Alcuni Autori, considerando l'estensione della subtribù, l'hanno suddivisa in 8 entità (o alleanze) informali. Il genere di questa voce è stato associato al gruppo Alleanza Pyrrhopappus, formata da Picrosia e Pyrrhopappus. Non sempre è facile distinguere una specie dall'altra in quanto l'ibridazione interspecifica è molto frequente.
I caratteri distintivi per le specie di questo genere sono:
- l'involucro è formato da diverse brattee su più serie;
- le specie di questo genere sono native del Nord America.

Il numero cromosomico della specie è: 2n = 12 (specie diploidi e tetraploidi).

### Elenco delle specie
Questo genere ha 4 specie:
- Pyrrhopappus carolinianus (Walter) DC.
- Pyrrhopappus grandiflorus  (Nutt.) Nutt.
- Pyrrhopappus pauciflorus  DC.
- Pyrrhopappus rothrockii  A.Gray

### Sinonimi
Sono elencati alcuni sinonimi per questa entità:
- Sitilias Raf., 1838
- Crinissa Rchb., 1841